# Konstantin Kröning
Konstantin Kröning (* 15. Juni 1964 in Berlin) ist ein deutscher Kameramann und Filmproduzent.
Konstantin Kröning war ab 1986 als Beleuchter und Kameraassistent bei Fernseh- und Filmproduktionen tätig. 1992 begann er ein Kamerastudium an der HFF Potsdam, welches er mit Diplom abschloss. Seit 1995 ist er als Kameramann bei Film- und Fernsehproduktionen tätig. 1999 gründete er mit anderen die Flying Moon Filmproduktion, die sich auf die Produktion von Dokumentar- und Arthausfilmprojekten spezialisierte.
Für den Film Ein Schiff wird kommen und eine Episode (Der Verrat) der Serie Kanzleramt wurde er jeweils für den Deutschen Kamerapreis nominiert.

## Filmografie (Auswahl)
als Kameramann:
- 1999: Im Namen des Gesetzes (Fernsehserie, 5 Folgen)
- 1999: Männer und andere Katastrophen (Fernsehfilm)
- 2000–2002: Wolffs Revier (Fernsehserie, 4 Folgen)
- 2001: Frauen, die Prosecco trinken (Fernsehfilm)
- 2001: Der Vamp im Schlafrock (Fernsehfilm)
- 2002: Wie verliebt man seinen Vater?
- 2003: Ein Schiff wird kommen
- 2003: Die Liebe kommt als Untermieter (Fernsehfilm)
- 2004: Die Rettungsflieger (Fernsehserie, 4 Folgen)
- 2004: Wer küsst schon einen Leguan?
- 2005: Kanzleramt (Fernsehserie)
- 2005: Liebes Spiel
- 2006: Herzentöter
- 2006: Tierärztin Dr. Mertens (Fernsehserie, 2 Folgen)
- 2006: Herzdamen (Fernsehfilm)
- 2006: Donna Roma (Fernsehserie, 4 Folgen)
- 2007: Wie angelt man sich seine Chefin (Fernsehfilm)
- 2007: Niete zieht Hauptgewinn (Fernsehfilm)
- 2008: Pazar – Der Markt
- 2008: Dicke Liebe (Fernsehfilm)
- 2009: Pretty Mama (Fernsehfilm)
- 2009: Von ganzem Herzen (Fernsehfilm)
- 2010: Zurück zum Glück (Fernsehfilm)
- 2010: 2030 – Aufstand der Jungen (Fernsehfilm)
- 2010: Das Glück ist eine Katze (Fernsehfilm)
- 2011: Therese geht fremd (Fernsehfilm)
- 2012: Die sechs Schwäne (Fernsehfilm)
- 2013: Harry nervt (Fernsehfilm)
- 2014: Meine Mutter, meine Männer (Fernsehfilm)
- 2014: SOKO Wismar (Fernsehserie, 4 Folgen)
- 2015: Eine wie diese (Fernsehfilm)
- 2015: Käthe Kruse (Fernsehfilm)
- 2015: Conny und Co
- 2016: Tatort: Wir – Ihr – Sie (Fernsehfilm)
- 2017: Die Diva, Thailand und wir! (Fernsehfilm)
- 2017: Der Sohn (Fernsehfilm)
- 2018: Daheim in den Bergen – Schuld und Vergebung (Fernsehfilm)
- 2018: Daheim in den Bergen – Liebesreigen (Fernsehfilm)
- 2019: Tatort: Das verschwundene Kind (Fernsehfilm)
- 2019: Hüftkreisen mit Nancy (Fernsehfilm)
- 2021: Mission Ulja Funk
- 2021: Theresa Wolff – Home Sweet Home
- 2022: Ella Schön (Fernsehreihe, 3 Episoden)
- 2023: Nach uns der Rest der Welt
- 2024: Thank you for banking with us
- 2025: Robert Lembke – Wer bin ich?

als Produzent:
- 2000: Havanna mi amor (Dokumentarfilm)
- 2002: Weg!
- 2003: Heirate mich (Dokumentarfilm)
- 2006: Leinwandfieber (Dokumentarfilm)
- 2006: Full Metal Village (Dokumentarfilm)